# Giuseppe Marmiroli
Giuseppe Marmiroli (Suzzara, 2 aprile 1920 – Suzzara, 1º maggio 2015) è stato un calciatore italiano, di ruolo attaccante.

## Carriera
Debutta in Serie C nel 1937 con il Mantova, dove rimane fino al 1942, anno in cui passa alla Reggiana, dove gioca fino al 1947 disputando una stagione in Serie B nel 1946-1947.
L'anno seguente disputa un altro campionato di Serie B con il Suzzara prima di tornare al Mantova in Serie C.